# NGC 2996
NGC 2996 (również PGC 28049) – galaktyka spiralna (S0-a), znajdująca się w gwiazdozbiorze Hydry. Odkrył ją John Herschel 23 marca 1835 roku.